# (12931) Mario
(12931) Mario est un astéroïde de la ceinture principale.

## Description
(12931) Mario est un astéroïde de la ceinture principale. Il fut découvert le 7 octobre 1999 à Gnosca par Stefano Sposetti. Il présente une orbite caractérisée par un demi-grand axe de 2,71 UA, une excentricité de 0,01 et une inclinaison de 3,4° par rapport à l'écliptique.

## Compléments